# 斎藤兵部少輔
斎藤 兵部少輔（さいとう ひょうぶしょうゆう、生没年不詳）は、戦国時代から安土桃山時代にかけての武将。朝倉氏の家臣。実名は不明。子に新三郎、小少将（朝倉義景の側室）がいる。

## 概要
出自は不明で、小少将の住んだ諏訪殿の庭園跡に残る「諏訪の立石」が美濃国から運ばれて来たという伝承があり、このことから兵部少輔を美濃斎藤氏の人質と考える説もある。
元亀元年（1570年）4月、織田信長が越前に侵攻してきた際は、武田中務大輔とともに一乗谷を守備している。同年9月に朝倉軍が近江坂本に出陣した際、息子の新三郎も従軍、奮闘して義景から感状を受けている。天正元年（1573年）8月、朝倉軍が刀禰坂で敗れると、朝倉景鏡の勧めにしたがって義景、小少将、愛王丸とともに兵部少輔・新三郎父子も大野郡へ落ち延びた。景鏡の裏切りにより義景が自害した後も、小少将、愛王丸に付き随ったが、その後の消息は不明である。